# Johann Ackermann

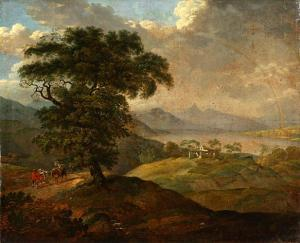
Johann Ackermann, Berglandschap met reizigers, 1819

Johann Adam Ackermann (Mainz, 1780 — Frankfurt am Main, 27 maart 1853) was een Duits landschapsschilder.
Na zijn eerste opleiding in Frankfurt ging hij naar Parijs. Daar kwam hij in contact met de Franse historische schilder Louis David. Onder zijn leiding begon hij te schilderen. Nadien verbleef hij onder andere in Aschaffenburg en tot tweemaal toe in Rome. Deze reizen leerden hem verschillende smaken te proeven, maar zijn techniek verbeterde er niet door.
Hij is vooral vermaard voor zijn winterlandschappen. Hij schilderde vele onderwerpen uit zijn omgeving zoals het Taunusgebergte, Spessart en Odenwald.
- Gemeinsame Normdatei: 116005912
- International Standard Name Identifier: 0000 0000 6677 6208
- RKD-Nederlands Instituut voor Kunstgeschiedenis: 131027
- Union List of Artist Names: 500100458
- Virtual International Authority File: 54889029
- WorldCat: E39PBJdMgWTH9tGbfDVKpGYtrq